# Паул Хаусер
Паул Папа Хаусер (на немски: Paul Hausser) е офицер от германската армия, който достига ранг на генерал-лейтенант в Райхсвера. След като се пенсионира от редовната армия, той става „баща“ (оттук и прякорът Папа) на Вафен-СС и един от известните му лидери. Участва в боевете на източния и западния фронт през Втората световна война, тежко раняван е два пъти, като губи око при първия случай. След войната е член на HIAG (Асоциация за взаимопомощ на бивши членове на Вафен-СС) и се бори за реабилитиране на репутацията и правния статус на Вафен-СС.

## Ранен живот и кариера
Хаусер е роден в Бранденбург на Хафел в пруско военно семейство. Баща му, Курт Хаусер, е майор в германската имперска армия. Влиза в армията през 1892 г. и до 1896 г. учи в кадетското училище в Кьослин. От 1896 г. учи в кадетската академия в Берлин-Лихтерфелд, която завършва успешно през 1899 г. На 20 март 1899 г. е повишен до ранг лейтенант и е назначен към 155-и пехотен полк, разположен в Познан. На 1 октомври 1903 г. той става адютант на 2-ри батальон от полка, където служи в продължение на пет години, до 1 октомври 1908 г. Военният му талант е забелязан и той е изпратен във военната академия в Берлин през октомври 1908 г., до завършването му на 21 юли 1911 г. От 1912 г., включително през Първата световна война, Хаусер служи като част от щабовете на различни генерали. След войната остава част от малката следвоенна германска армия, Райхсвера. През 1927 г. е повишен до ранг полковник.

## 1930-те
Той се пенсионира от Райхсвера на 31 януари 1932 г. с ранг генерал-лейтенант. Хаусер се присъединява към дясната ветеранска организация Stahlhelm. Става командващ на района Бранденбург-Берлин през 1933 г. Скоро Stahlhelm се присъединява към СА, а след края на СА, към СС. През ноември 1934 г. той е прехвърлен към SS-Verfügungstruppe и е назначен към SS-Führerschule Braunschweig. През 1935 г. той става инспектор на SS-Junkerschule и е повишен до бригаденфюрер през 1936 г.

## Втора световна война
Хаусер участва в Полската кампания като наблюдател със смесената Вермахт/СС танкова дивизия Кемпф. През октомври 1939 г. SS-VT е разширена до моторизирана пехотна дивизия, а Хаусер е назначен за неин командир. Той ръководи тази част, по-късно преименувана на 2-ра СС дивизия Дас Райх, по време на кампанията във Франция през 1940 г. и в началните етапи на Операция Барбароса. За службата си в Русия Хаусер е награден с Рицарски кръст през 1941 г. и дъбови листа към него през 1943 г. (трябвало е да получи мечове за службата си в Нормандия), ранен е тежко и губи око. След като се възстановява е назначен за командир на новосформирания СС танков корпус (преименуван по-късно на 2-ри СС танков корпус през юни 1943 г.). Въпреки заповедта на Хитлер той изтегля своята част от Харков, за да избегне обкръжение. След това превзема отново града през март 1943 г. Той води 1-ва, 2-ра и 3-та СС дивизии (ЛССАХ, Дас Райх и Мъртвешка глава) по време на битката при Курск. След това неговият корпус е реформиран (заменени са 1-ва, 2-ра и 3-та СС танкови дивизии с 9-а и 10-а СС танкова дивизия – Хоенщауфен и Фрундсберг) и е изпратен във Франция, където го командва в началните етапи на битката за Нормандия. След смъртта на главнокомандващия на 7-а армия, Фридрих Долман, Хаусер е назначен за неин командир. По време на обкръжението във Фалезкия чувал той остава със своите войници докато е ранен (прострелян през челюста). Хаусер е повишен до ранг СС-Оберстгрупенфюрер или генерал-полковник от Вафен-СС през август 1944 г. и впоследствие командва Група армии „Г“ от 28 януари до 3 април 1945 г. Завършва войната като част от щаба на фелдмаршал Алберт Кеселринг.

## Личен живот
Хаусер се жени на 9 ноември 1912 г. за Елизабет Герард (родена 1891 г.) и има една дъщеря (родена 1913 г.).

## Обобщение на военната кариерата

### Дати на произвеждане в ранг
- Кадет: 1892 г.
- Лейтенант: 20 март 1899 г.
- Оберлейтенант: 19 август 1909 г.
- Хауптман: 1 март 1914 г.
- Майор: 22 март 1918 г.
- Оберстлейтенант: 1 април 1923 г.
- Оберст: 1 ноември 1927 г.
- Генерал-майор: 1 февруари 1931 г.
- Генерал-лейтенант: 31 януари 1932 г.
- СА-Щандартенфюрер: 1 март 1934 г.
- СС-Щандартенфюрер: 15 ноември 1934 г.
- СС-Оберфюрер: 1 юли 1935 г.
- СС-Бригаденфюрер: 22 май 1936 г.
- СС-Групенфюрер: 1 юни 1939 и Генерал-лейтенант от Вафен-СС: 19 ноември 1939 г.
- СС-Обергрупенфюрер и генерал от Вафен-СС: 1 октомври 1941 г.
- СС-Оберстгрупенфюрер и генералоберст от Вафен-СС: 1 август 1944 г.

### Награди
- Кръст на честта (1934)
- Значка за раняване сребърна (1942)
- Железен кръст втора (1914) и първа (1914) степен
- House Order of Hohenzollern
- СС пръстен на честта (?)
- Лента за железен кръст втора (1939) и първа (1940) степен
- Златна партийна значка (1943)
- Рицарски кръст (1941)
  - Дъбови листа (1943)
  - Мечове (1944)
- Награда за дълга служба на Вафен-СС (?)

## Книги
Хаусер е автор на няколко книги за Вафен-СС и германската армия.
- Waffen-SS im Einsatz (Вафен-СС в действие), Pless Verlag, Göttingen (1953)
- Soldaten wie andere auch (Войници като всички други), Munin Verlag, Osnabrück (1966)